# Theodor Kocher

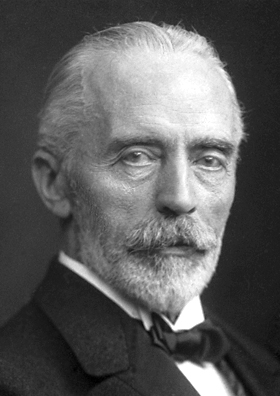
Theodor Kocher, vor 1910

Emil Theodor Kocher (* 25. August 1841 in Bern; † 27. Juli 1917 ebenda) war ein Schweizer Chirurg. Kocher war einer der Wegbereiter der modernen (physiologischen) Chirurgie. Er erhielt 1909 für seine experimentellen Forschungen zur Schilddrüsenchirurgie und ‑physiologie als erster Chirurg (von dreien) den Nobelpreis für Physiologie oder Medizin.

## Leben

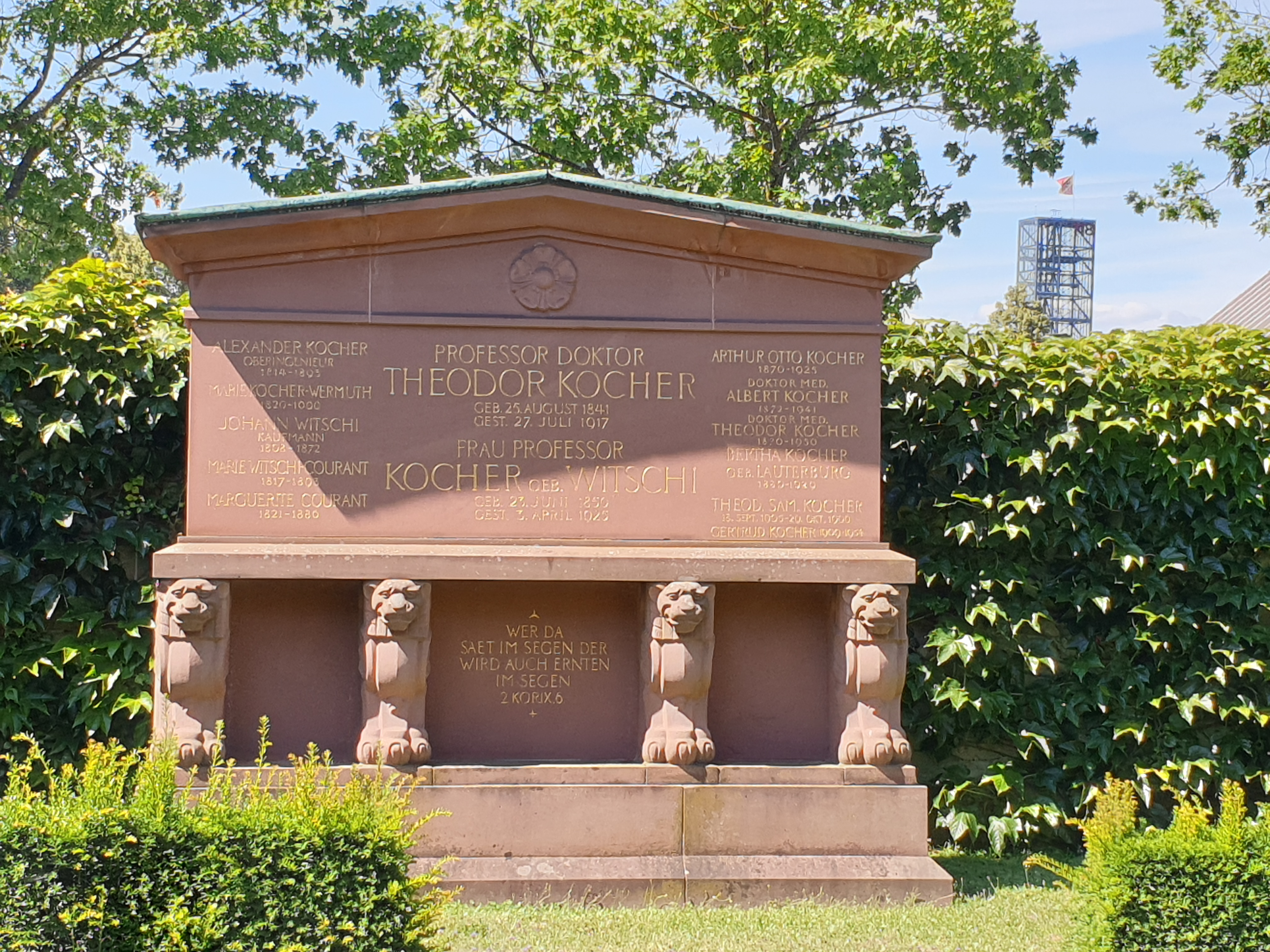
Kochers (Familien-)Grab auf dem Bremgartenfriedhof, Bern

Theodor Kocher, Sohn von Jakob Alexander Kocher (Oberingenieur des Kantons Bern), absolvierte das Gymnasium in Burgdorf und studierte Medizin an der Universität Bern, wo er 1865 mit dem Staatsexamen und 1866 mit der Promotion abschloss. In seiner Studienzeit trat er dem Schweizerischen Zofingerverein bei. Während eines Gastsemesters an der Universität Zürich lernte er den Chirurgen Theodor Billroth kennen, der sein Lehrer wurde. Auf einer Studienreise 1865/66 nach Berlin, London und Paris lernte er seine Vorbilder Rudolf Virchow, Bernhard von Langenbeck und Thomas Spencer Wells (1818–1897) kennen. Zurück in Bern habilitierte Kocher sich 1866 für Chirurgie und arbeitete als Assistent bei Albert Lücke. 1869 eröffnete er eine eigene Praxis. Eine neue Methode der Schultereinrenkung bescherte Kocher internationale Bekanntheit. 1872 wurde er als Nachfolger Lückes zum ordentlichen Professor für Chirurgie in Bern berufen. Diesem Amt blieb er bis zu seinem Lebensende treu, obwohl es mehrere Versuche gab, ihn an andere Kliniken zu berufen. Der Neubau des Inselspitals in Bern ist im Wesentlichen ein Verdienst von Theodor Kocher.
Kocher war der erste Präsident der Schweizerischen Gesellschaft für Chirurgie. Er war mit William Halsted und Harvey Cushing befreundet, wodurch er grossen Einfluss auf die amerikanische Chirurgie hatte.
Theodor Kocher war ab 1869 mit Maria, geborene Witschi, verheiratet. Das Paar hatte drei Söhne, von denen der älteste, Albert, als Assistenzprofessor für Chirurgie seinen Vater bei dessen Arbeit unterstützte und ein weiterer Internist wurde. Theodor Kocher wurde auf dem Berner Bremgartenfriedhof unweit des Inselspitals beerdigt. Sein Nachlass befindet sich in der Burgerbibliothek Bern.
Der argentinische Chirurg Enrique Finochietto (1881–1948) war Schüler von Theodor Kocher.

## Werk

Kocher bei einer Operation in Gegenwart nord- und südamerikanischer Ärzte (um 1900)

Theodor Kocher begann seine wissenschaftliche Arbeit mit einer Reihe von Artikeln über Hämostase bei Verdrillung von Arterien. Als er seine chirurgische Laufbahn antrat, fand gerade ein Wechsel zwischen den althergebrachten septischen zu den neuartigen antiseptischen Behandlungsmethoden statt, die Kocher zu seiner Hauptaufgabe machte. Er entwickelte eine Reihe von Wundbehandlungsmethoden mit leichten Chlorlösungen und weitere Methoden. Später entwickelte er die ersten aseptischen Wundversorgungen. Durch seine Arbeit als Ausbilder für Militärärzte bekam Kocher ausserdem Einblick in die Behandlung von Schusswunden und machte dies zu einem weiteren Schwerpunkt seiner Arbeit. Auch über Knochenbrüche und die Osteomyelitis arbeitete Kocher.
Neben der Wund- und Bruchbehandlung stellte die Chirurgie der inneren Organe einen wesentlichen Teil seiner Arbeit dar, etwa die Operation bei Magen- und Darmerkrankungen. Nach ihm ist das Kocher-Manöver benannt, mit dem man den Zwölffingerdarm von Verwachsungen lösen kann. Ebenso entwickelte er eine Reihe von chirurgischen Instrumenten, nicht zuletzt die nach ihm benannte Kocher-Klemme, die noch heute verwendet wird. Im Juni 1878 führte Kocher die erste erfolgreiche zweizeitige Cholezystostomie durch, wie sie 1882 auch Franz König in Göttingen anwandte.
Spätere Ziele seiner Arbeit waren das Gehirn (besonders die Epilepsie), die männlichen Geschlechtsorgane und schliesslich auch die Schilddrüse, zu deren Physiologie und Pathologie er gänzlich neue, kontrovers diskutierte Hypothesen und Ergebnisse darstellte. Seine Schilddrüsenforschung, zu der um 1885 das Studium der Ausfallserscheinungen nach Exstirpation der Schilddrüse gehörte, brachte Kocher 1909 den Nobelpreis für Physiologie oder Medizin («für seine Arbeit über die Physiologie, Pathologie und Chirurgie der Schilddrüse») ein. Bereits 1876 führte er die erste Strumektomie durch. Kocher und der Chirurg Reverdin machten 1882 darauf aufmerksam, dass nach einer vollständigen Entfernung der vergrösserten Schilddrüse (Struma, genannt auch Kropf) schwere Krankheitszustände, genannt Myxödem, auftreten können.
Der Illustrator seiner in mehreren Auflagen erschienenen Operationslehre war der Berner Maler Robert Kiener.

## Ehrungen

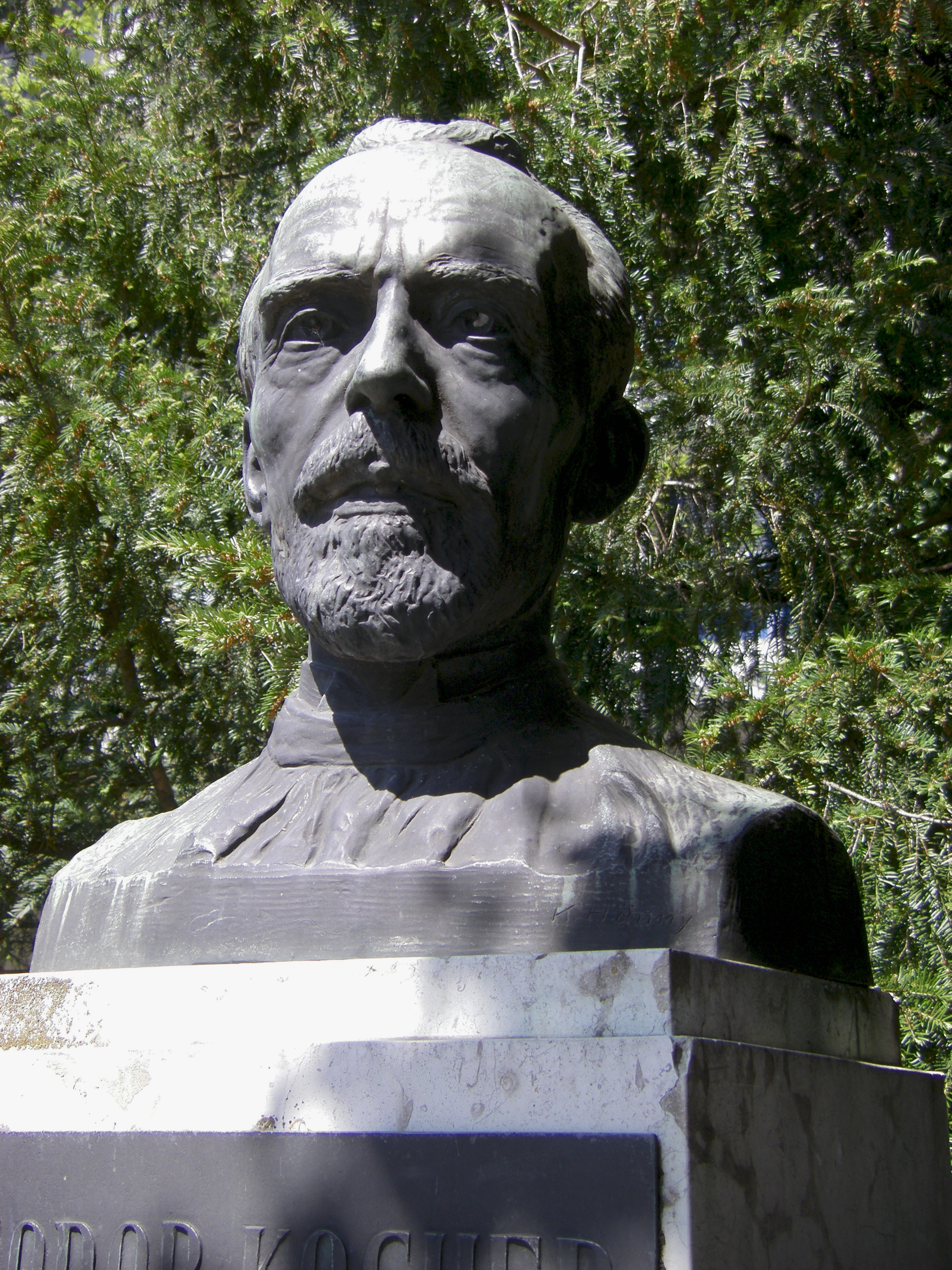
Büste von Theodor Kocher (geschaffen von Karl Hänny)

Kocher wurde Ehrenmitglied zahlreicher chirurgischer Fachgesellschaften.
Der Mondkrater Kocher (seit 2009) und der Asteroid (2087) Kochera (entdeckt 1975) sind nach ihm benannt.
Die Stadt Bern ehrte den Nobelpreisträger in unterschiedlicher Form. Kurz nach seinem Tod wurde die Inselgasse in Kochergasse umbenannt. 1927 erhielt Cuno Amiet den Auftrag, die Aula im Gymnasium Kirchenfeld mit Fünf grossen Bernern auszugestalten. Das oberste Bild zeigt Theodor Kocher. 1941 vermachte Kochers Sohn Albert Kocher testamentarisch der Öffentlichkeit ein Gelände an der Belpstrasse in Bern mit der Massgabe, daraus einen Park zu gestalten. Dieser Kocherpark wurde am 19. September 1944 eröffnet. In ihm steht die vom Bildhauer Max Fueter geschaffene Büste des Namensgebers. Eine weitere Büste, geschaffen von Karl Hänny und eingeweiht 1927, steht beim Haupteingang des Inselspitals.
Auch in der Stadt Biel wurde eine Strasse in der Nähe des Bahnhofs nach Kocher benannt.

## Schriften (Auswahl)
- Über Kropfexstirpation und ihre Folgen. In: Verhandlungen der Deutschen Gesellschaft für Chirurgie. Band 12, Nr. 2, 1883, S. 1–84.